# Lindved (Hedensted Kommune-Rårup)
 For alternative betydninger, se Lindved. (Se også artikler, som begynder med Lindved)
Lindved er en landsby i Østjylland, beliggende 3 km nordøst for Hornsyld, 12 km syd for Horsens, 12 km nordvest for Juelsminde og 13 km øst for Hedensted. Landsbyen hører til Hedensted Kommune og ligger i Region Midtjylland. I 1970-2006 hørte Lindved til Juelsminde Kommune.
Lindved hører til Rårup Sogn, og Rårup Kirke ligger i Rårup 3 km øst for Lindved.

## Historie
Der har været skole i Lindved.
Lindved fik i 1932 trinbræt på Horsens-Juelsminde Jernbane (1884-1957).